# 神保国男
神保 国男（じんぼ くにお、1942年（昭和17年）9月30日 - ）は、日本の元政治家、弁護士。前埼玉県戸田市長（5期）、元埼玉県議会議員（3期）。

## 略歴
埼玉県戸田市に生まれる。戸田市立戸田第二小学校、戸田市立戸田中学校、蕨高等学校、法政大学法学部卒業。
1967年（昭和42年）に司法試験に合格し、その後神保法律事務所を開設する。埼玉弁護士会副会長などを歴任する。
1987年（昭和62年）より埼玉県議会議員に3期連続当選（自由民主党）。1998年（平成10年）より戸田市長に5期連続当選。
2018年（平成30年）3月の任期満了により退任。
2018年（平成30年）県庁通り法律事務所勤務。
2022年、旭日中綬章受章。